# Bromus latiglumis
Bromus latiglumis là một loài thực vật có hoa trong họ Hòa thảo. Loài này được (Shear) Hitchc. mô tả khoa học đầu tiên năm 1906.

## Hình ảnh

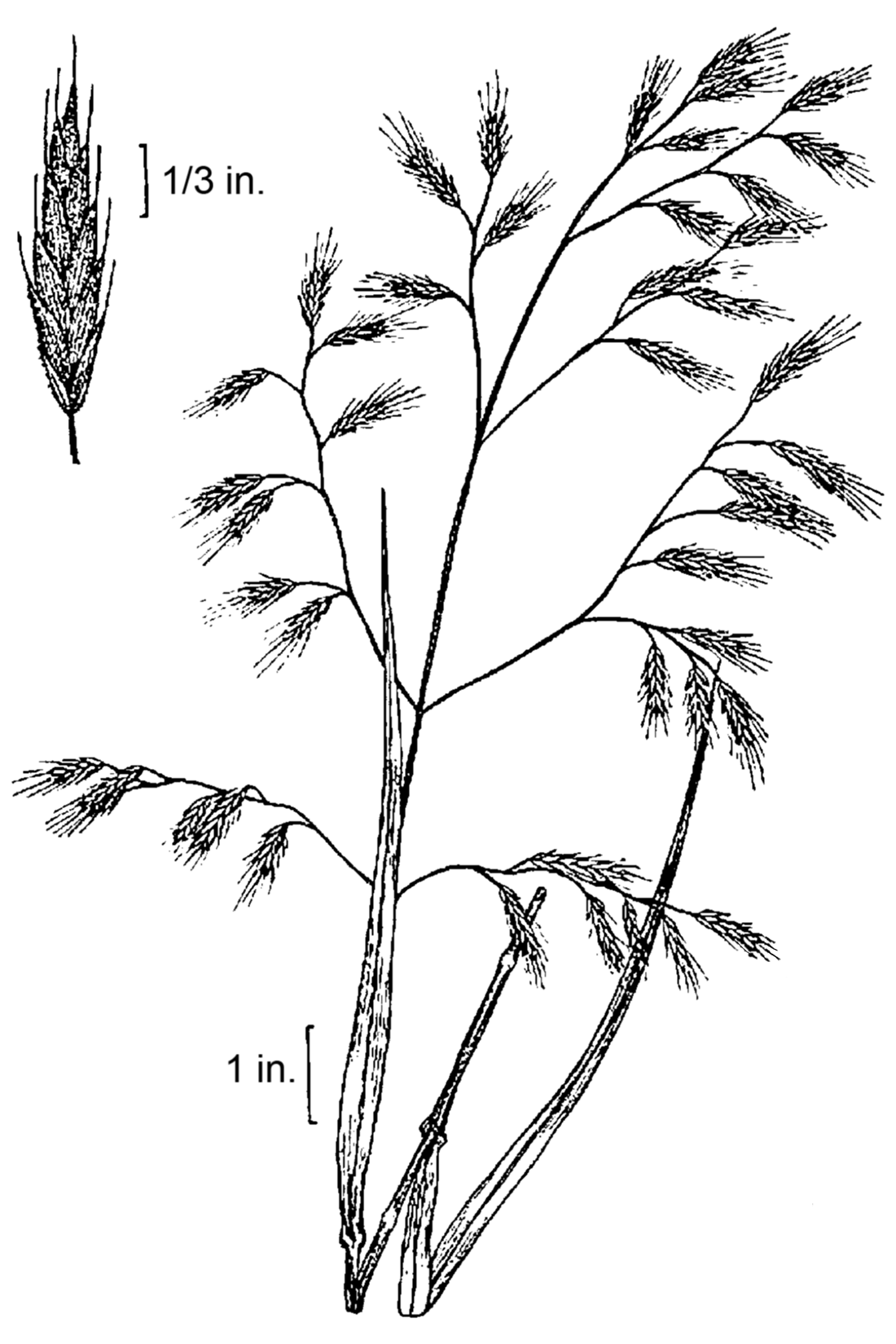